# Gonodonta serix
Gonodonta serix là một loài bướm đêm trong họ Noctuidae.